# Non toccare la donna bianca
Non toccare la donna bianca è un film del 1974, scritto e diretto da Marco Ferreri.

## Trama
Parigi, XX Secolo. Il generale Custer viene incaricato dal governo americano di guidare la Settima Cavalleria contro gli indiani Sioux. Alla fine l'esercito statunitense subirà una disastrosa sconfitta.

## Produzione

### Soggetto e sceneggiatura
(Marco Ferreri)
Il canovaccio del film nasce durante una perlustrazione ad opera dello stesso Ferreri. Nel quartiere popolare di Les Halles, in piena riurbanizzazione, il cineasta si immagina di mettere in scena la grande battaglia di Little Big Horn come un gioco infantile, di pura immaginazione.

### Cast
Come ha ricordato lo sceneggiatore Azcona, «Ferreri sapeva sedurre gli attori ed entrare fin da subito in sintonia con loro». Mastroianni, Piccoli, Noiret e Tognazzi avevano già collaborato insieme all'autore ne La grande abbuffata. E, analogamente al precedente caso, il quartetto si è confermato solido e in sintonia.
Catherine Deneuve, protagonista, considera la pellicola «una fantasia folle, assurda, sulla scia de La grande abbuffata».

## Distribuzione

### Data di uscita
Il lungometraggio è uscito nelle sale francesi il 23 gennaio 1974, ed è stato distribuito in Italia l'anno seguente.

### Edizioni home video
Non toccare la donna bianca è stato edito in DVD. Presenta, inoltre, copie Blu ray rimasterizzate, per il mercato estero. Attualmente, il film si trova anche in streaming, nelle principali piattaforme.

## Accoglienza

### Critica
(FilmTV)
(Sentieri selvaggi)
(Longtake.it)